# Districte de West Godavari
El  districte de West Godavari (telugu: పశ్చిమ గోదావరి) és una divisió administrativa de l'estat d'Andhra Pradesh a l'Índia amb capital a Eluru. La població (2001) era de 3.803.517 habitants i la superfície de 7742 km².

## Administració
Està administrada en vuit talukes:
- Polavaram
- Chintalapudi
- Kovvur
- Tallepadegudem
- Eluru
- Tanuku
- Bhimavaram
- Narasapur

## Història
Durant la divisió dels Circars del nord en districtes, Eluru fou part del districte de Machilipatnam. Després fou inclosa al districte de Godavari el 1859. Més tard va passar al districte de Krishna. Finalment el 1925 va formar un districte separat anomenat West Godavari amb capital a Eluru.